# (21791) Mattweegman
(21791) Mattweegman est un astéroïde de la ceinture principale d'astéroïdes.

## Description
(21791) Mattweegman est un astéroïde de la ceinture principale d'astéroïdes. Il fut découvert le 29 septembre 1999 à Socorro (Nouveau-Mexique) par le projet LINEAR. Il présente une orbite caractérisée par un demi-grand axe de 2,38 UA, une excentricité de 0,15 et une inclinaison de 7,6° par rapport à l'écliptique.

## Compléments